# Stegenwaldhaus (Köditz)
Stegenwaldhaus war ein Gemeindeteil der Gemeinde Köditz im Landkreis Hof (Oberfranken, Bayern).

## Geschichte
In der Nachkriegszeit wurde auf dem Gemeindegebiet von Köditz ein Altersheim errichtet in direkter Nachbarschaft zum Leupoldsgrüner Gemeindeteil Stegenwaldhaus. Das Altersheim wurde ebenfalls Stegenwaldhaus genannt. Am 1. Juli 1976 erfolgte die Umgemeindung von Stegenwaldhaus nach Selbitz.

### Einwohnerentwicklung
| Jahr      | 001950 | 001961 | 001970 |
| Einwohner | 82     | 64     | 31     |
| Häuser    | 1      | 4      |        |
| Quelle    | [ 3 ]  | [ 4 ]  | [ 5 ]  |

## Religion
Stegenwaldhaus war evangelisch-lutherisch geprägt und bis heute nach Leupoldsgrün gepfarrt.